# 嶋村聖子
嶋村 聖子（しまむら せいこ、1977年3月18日 - ）は、日本の元フリーアナウンサー。

## 経歴
東京都出身。ハワイ大学マノア校卒業。帰国後、アナウンサーとして活動し、後にフリーとなる。2017年10月22日投票予定の第48回衆議院議員総選挙の京都府第1区で希望の党公認で出馬することが報道された。同選挙区では自由民主党公認の伊吹文明、日本共産党公認の穀田恵二が立候補し、三者の争いとなったが、選挙の結果、36,134票で落選し、比例復活もならなかった（当選者は自民党の伊吹、共産党の穀田は比例で復活当選）。

## 政策
2017年の朝日新聞によるアンケートにおいて
- 憲法改正に賛成[5]。
- アベノミクスをどちらかと言えば評価しない[5]。
- 消費増税の先送りをどちらかと言えば評価する[5]。
- 安全保障関連法の成立をどちらかと言えば評価する[5]。
- 安倍内閣による北朝鮮問題への取り組みをどちらかと言えば評価しない[5]。
- 安倍内閣による森友学園問題・加計学園問題への対応を評価しない[5]。
- 長期的に消費税率を10％よりも高くすることに反対[5]。
- 幼稚園・保育所から大学まで教育を無償化すべきだ[5]。
- 経済競争力を多少犠牲にしても格差是正を優先すべきだ[5]。
- 財政赤字は危機的水準であるので、国債発行を抑制すべきだ[5]。
- 所得や資産の多い人に対する課税を強化すべきだ[5]。
- 選択的夫婦別姓制度導入に賛成[5]。

## 出演

### テレビ
- NHK「日曜スタジオパーク」
- GTV「ビジネスジャーナル」
- Sib TV「渋谷ファンタジスタ」
- TBS「ママの遺伝子」

### ラジオ
- FM99.5（アメリカ合衆国ハワイ州ホノルル）「聖子のホロホロハワイ」

### CM
- 小学館ホームパル
- Yahoo! BB
- フジスタッフ